# Letzte Instanz
Letzte Instanz (в пер. з нім. «Остання  Інстанція») — це німецький гурт, заснований в Дрездені в 1996 році, що грає в стилі середньовічний метал, для якого характерне використання скрипок і віолончелей. Їхня дискографія налічує 9 студійних альбомів, один концертний альбом і два DVD. Також колектив входить до багатьох збірників.

## Біографія
Історія колективу розпочинається з колективу Resistance, в рядах якого значилися всі її майбутні учасники. У початковий склад увійшли Hörbi, Tin Whistle, Muttis Stolz, Kaspar Wichman, Holly D. і Markus G-Punkt. Benni Cellini і Robin Sohn приєдналися до групи на рік пізніше.
З виходом дебютного альбому Brachialromantik («Брутальна романтика») в 1998 році групу Letzte Instanz стали порівнювати з лідерами жанру німецького середньовічного металу Subway to Sally і Tanzwut. Однак, гурт завжди заперечував, стверджував, що це не зовсім точне визначення стилю їх звучання.

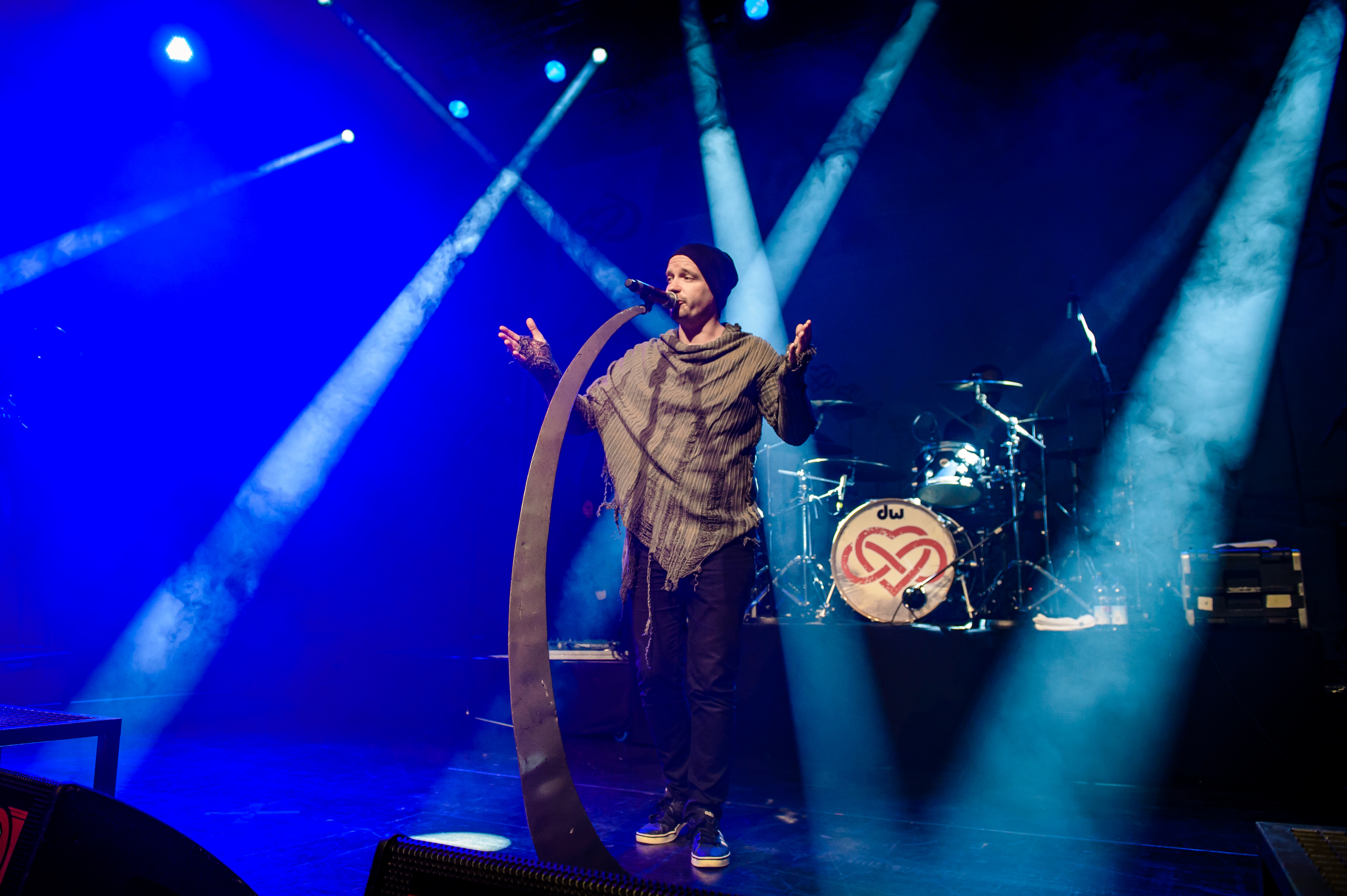
Marcus (2013, Köln Amphi)

Незадовго до того, як вийшов альбом, вокаліст Hörbi покинув групу для роботи над іншими проектами, і йому на заміну був запрошений Robin Sohn. З приходом нового вокаліста гурт розпочав «нову еру». Його енергійні тексти допомогли сформувати нове звучання гурту. Результатом став добре прийнятий критиками альбом Das Spiel («Гра»), який сильно відрізняється від їх попередньої роботи. Скрипкові пасажі відійшли на задній план, щоб зосередити увагу на звичайних інструментах групи, залишаючи місце і для електроніки. Також була вміщена в альбом кавер-версія пісні «Love is a Shield» групи Camouflage. Незабаром, після виходу альбому, бас-гітарист Kaspar покидає гурт і на його місце приходить Rasta F.
Своїм третім альбомом Kalter Glanz («Холодний блиск»), що вийшов в 2001 році, Letzte Instanz довели своїм шанувальникам і критикам, що спроба класифікувати їх музику була марною, адже новий альбом знову відрізнявся від попередніх.
В альбомі звучить хеві-метал з елементами струнної музики, особливо в таких піснях, як Ganz oder gar nicht («Все або нічого») і у заголовній Kalter Glanz. Також гурт продовжував демонструвати свою незмінну відданість фолк-музиці в піснях Oh Fortuna і Mein Todestag («День моєї смерті»), у яких фольк-мотиви і гітарні рифи зливаються воєдино, утворюючи нове, оригінальне звучання. У записі трьох пісень на альбомі брали участь відомі німецькі музиканти Marta Jandová з Die Happy та Sven Friedrich з Dreadful Shadows.

У 2003 році в групі з'являються другий гітарист Oli, басист FX і новий барабанщик Specki TD, і у вересні 2003 року гурт видає альбом Götter Auf Abruf («Боги за викликом»). Хоча нове звучання не сильно відрізнялося від Kalter Glanz, було помітно просування до більш складного поєднання класичних, народних і сучасних рок-інструментів. Якщо Das Spiel звучав як фолк-рок з хоррор-тематикою, то музика на Götter Auf Abruf ще більше змістилася у бік металу. Тим не менш, в музиці Letzte Instanz завжди є і зберігається унікальне і неповторне звучання попередніх альбомів. Завдяки тому, що звучання Letzte Instanz вписувалося у формати радіостанцій, колективові навіть вдалося піднятися в німецьких чартах до 34 місця, куди взагалі рідко вдається потрапляти рок-гуртам з німецькими текстами.

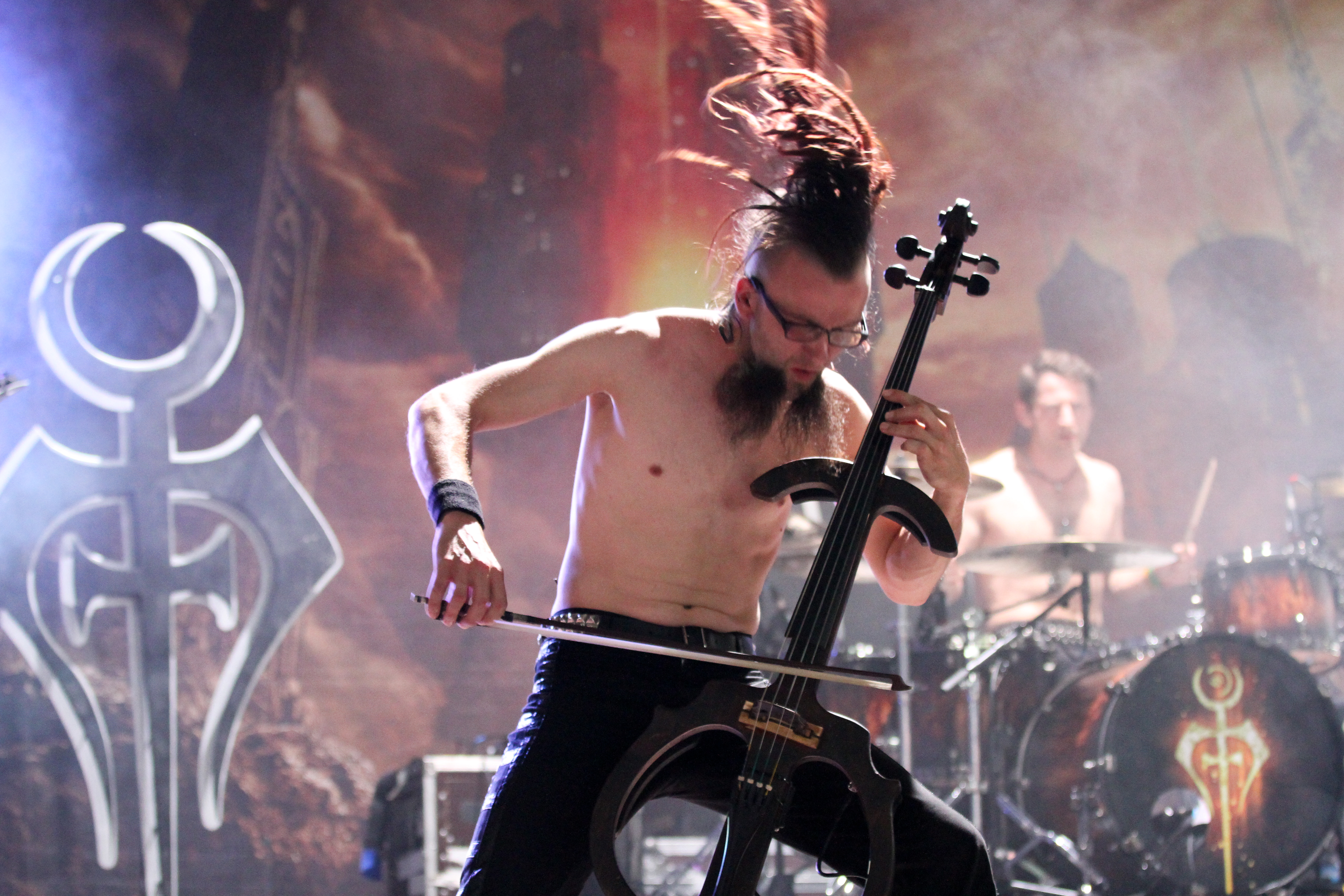
Benni Cellini (2013)

У 2004 році група видала концертний альбом Live і відео концерту на DVD, які містили пісні з трьох останніх альбомів, а також трек Kopf oder Zahl («Орел або решка»), що  раніше видавався тільки на збірці Nachtschwärmer Vol.7, яким група зазвичай закінчувала концертні виступи.
У березні 2004 року вокаліст Robin Sohn, гітарист Tin Whistle і басист FX одночасно вирішили покинути гурт за особистими обставинами. У той же час скрипаль M. Stolz і віолончеліст Benni Cellini, скориставшись перервою, записали чотири пісні з новим гуртом Angelzoom і приєдналися до їх концертного туру. Багато шанувальників колективу вирішили, що це кінець Letzte Instanz. Однак, ті члени гурту, що залишились, вирішили не кидати проект, на який було витрачено 8 років, і спробували відродити групу.
У грудні 2004 року в колективі з'являється новий бас-гітарист Michael Ende, а три місяці тому — новий вокаліст Holly. У червні 2005 року колектив виступав вже в новому складі, виконуючи нові пісні.
У 2006 році виходить у світ новий альбом Ins Licht, що містить пісню Sonne («Сонце») з синглу, яким Letzte Instanz відзначили прихід нового вокаліста.
У 2007 році група видає альбом Wir Sind Gold і бере участь у численних фестивалях. У тому ж році виходить альбом Das Weisse Lied, в який увійшли пісні з двох попередніх альбомів та пісні, записані з Holly раніше.
На початку 2009 року з'являється альбом Schuldig, у записі якого брав участь клавішник Unheilig —Hennig.
Гурт не зупиняється і тішить шанувальників новими піснями, віддаючи свою музику на суд слухачів Німеччини і решти світу.
У жовтні 2010 року група видано альбом Heilig.
У липні 2012 видано альбом Ewig.
У серпні 2014 видано альбом Im Auge des Sturms.
В серпні 2016 група випустила альбом Liebe im Krieg.
У лютому 2018 відбувся реліз останнього на сьогодні альбому Morgenland.

## Склад
Поточні учасники групи виділені жирним:

### Вокал
- Hörbi (1996 – 1997)
- Holly D.  бек-вокал (1996 – 2014)
- Robin Sohn (1997– 2004)
- Holly Loose (2005 – дотепер)

### Гітара
- Tin Whistle (1996– 2004)
- Oli (2002 – 2016)
- Bernie Geef (2016 – дотепер)

### Струнні
- M. Stolz –  скрипка –  (1996 – дотепер)
- Benni Cellini –  віолончель – (1997 – дотепер)

### Бас-гітара
- Kaspar Wichman (1996– 1999)
- Rasta F./FX (1999– 2004)
- Michael Ende (2004 – дотепер)

### Ударні
- Markus G-Punkt (1996– 2001)
- Specki T. D. (2001– 2009)
- David Paetsch (2010– 2015)
- Andy Horst (2015 – дотепер)